# Libor Dušek
Libor Dušek (* 1973) je český ekonom, vysokoškolský pedagog a od roku 2022 člen Národní ekonomické rady vlády (NERV). Zaměřuje se na ekonomickou analýzu práva, ekonomii kriminality, a daňovou politiku.

## Život
Narodil se v Jihlavě kde vystudoval jihlavské gymnázium. Bakalářský a magisterský titul z ekonomie získal na Fakultě sociálních věd UK v roce 1998, doktorát z ekonomie následně v roce 2003 na Chicagské univerzitě. Ve své profesní kariéře působil na akademickém pracovišti CERGE-EI a v think-tanku IDEA. Od roku 2018 působí na Katedře ekonomie a empirických právních studií (dříve Národohospodářská katedra) Právnické fakulty Univerzity Karlovy. V květnu 2022, kdy byla obnovena činnost NERVu, se stal jejím členem.

## Politické postoje
Na jaře 2020 se zapojil do Pirátské strany jako člen resortních týmů Finance a Spravedlnost. V roce 2022 se stal zakladatelem volebního uskupení Piráti a Fórum Jihlava.
Ve sněmovních volbách v roce 2025 kandiduje na 4. místě kandidátní listiny Pirátů v Praze.